# 1989 NH1
1989 NH1 är en asteroid i huvudbältet som upptäcktes den 10 juli 1989 av den amerikanska astronomen Kenneth W. Zeigler vid Anderson Mesa Station.
Asteroiden har en diameter på ungefär 4 kilometer.